# Gibanje neuvrščenih
Gibanje neuvrščenih (tudi neuvrščene države) je gibanje, v katerega je včlanjeno več kot sto predvsem nekoč koloniziranih držav. Gibanje je dobilo ime med hladno vojno, saj se države članice deklerativno niso želele izreči za pol, ki je bil pod vplivom Združenih držav Amerike, ali za pol pod vplivom Sovjetske zveze. Pomembno vlogo pri razvoju gibanja je odigrala Jugoslavija.
Gibanje je nastalo po razpadu kolonialnega sistema, ko so si novonastale države prizadevale vzpostaviti suverene države in to prav v času, ko je bila hladna vojna na vrhuncu. Po nekaterih ocenah je gibanje odigralo pomembno vlogo pri dekolonizaciji, prav tako pa naj bi pripomoglo k zagotavljanju svetovnega miru.

## Zgodovina
Predhodnica tega gibanja je znamenita azijsko-afriška konferenca v Bandungu, na kateri se je zbralo 29 vodij držav, ki so bili pripadniki prve postkolonialistične generacije politikov. Potekala je med 18. in 24. aprilom 1955. leta. Namen konference je bil identificirati pomembna mednarodna vprašanje in iskanje skupne politike v mednarodnih odnosih.
Načela, ki bi določala odnose med manjšimi in večjimi državami, so znana pod imenom »Deset bandunških načel«, ki so jih na tej konferenci tudi razglasili. Ta načela so postala sestavni del gibanja neuvrščenih. Še več, vsaka država, ki je želela postati članica neuvrščenih, se je morala zavezati tem načelom.
Pri razvoju gibanja so ključno vlogo odigrala nekatera pomembna imena mednarodne politike. To so bili: egipčanski predsednik Gamal Abdel Naser, Ganec Kwame Nkrumah, predsednik indijske vlade Džavaharlal Nehru, Indonezijec Ahmed Sukarno in jugoslovanski predsednik Josip Broz Tito.
Šest let po bandunški konferenci je bila v Beogradu prva konferenca neuvrščenih (od 1. do 6. septembra 1961). Sodelovalo je 25 držav. 
Načela so sicer uskladili še pred veliko beograjsko konferenco, in sicer tistega leta v Kairu, ta pa kažejo, da je bil namen vzpostaviti aktivno politiko članic, ki bi lahko na tak način v mednarodni politiki odigrale pomembnejšo vlogo, kot če bi nastopale samostojno. Številne članice so bile vojaško šibke in gospodarsko slabo razvite.
Tedanje cilje gibanja je mogoče strniti v sledečih točkah:
- pravica samoodločbe narodov, neodvisnosti, suverenosti in teritorialne celovitosti držav,
- nasprotovanje apartheidu,
- zavračanje sodelovanja v multilateralnih vojaških paktih, kot sta bila tedaj NATO in varšavski pakt,
- boj proti imperializmu,
- boj proti kolonializmu, neokolonializmu, rasizmu, okupaciji,
- težnja k razoroževanju,
- nevmešavanje v notranje zadeve držav in mirni soobstoj vseh narodov,
- zavračanje uporabe sile v mednarodnih odnosih,
- krepitev vloge OZN,
- demokratizacija v mednarodnih odnosih,
- socioekonomski razvoj in prestrukturiranje mednarodnega ekonomskega sistema in
- enakopravno mednarodno sodelovanje.

Zlasti ob koncu osemdesetih let je gibanje doživljalo krizo, predvsem zaradi razpada sovjetskega bloka. Prav tako je bila v tistem času predsedujoča država Jugoslavija, ki je začela razpadati, kar je posledično pomenilo precejšnje zmanjšanje aktivnosti tega gibanja.
V devetdesetih letih gibanje ni odigralo vidnejše vloge, v začetku 21. stoletja pa je nov zagon dobilo predvsem zaradi unipolarne ureditve sveta, pri čemer so se države članice lahko združile ob skupnem interesu heterogenizacije mednarodnih odnosov. Prav tako to gibanje še vedno nudi okvir sodelovanja gospodarsko manj razvitih držav.

## Kriteriji včlanitve
Če želi država postati članica gibanja neuvrščenih, mora izpolniti sledeče zahteve:
- država mora imeti neodvisno, neuvrščeno politiko, ki temelji na soobstoju držav z različnimi političnimi in družbenimi sistemi ali pa mora pokazati tendenco k taki politki,
- država mora konsistentno podpirati gibanja za samostojnost,
- država ne sme biti članica multilateralnega vojaškega zavezništva v kontekstu konflikta med velikimi silami,
- če ima država bilateralni vojaški sporazum z veliko silo ali pa je članica regionalnega obrambnega pakta, sporazum ali pakt ne smeta biti sprejeti namenoma v kontekstu konflikta med velikimi silami,
- če ima država na svojem ozemlju vojaška oporišča tuje sile, dovoljenje za to ni smelo biti dano v kontekstu konflikta med velikimi silami.

## Gibanje v Sloveniji
Slovenija je bila članica neuvrščenih kot del Socialistične federativne republike Jugoslavije, po osamosvojitvi pa ni zaprosila za članstvo v tej organizaciji, prav tako nima statusa opazovalke. Leta 1989/90 je gibanju predsedoval Janez Drnovšek, ki je prevzel vodilno funkcijo na 9. (drugi beograjski) konferenci neuvrščenih držav, ki je bila kmalu po njegovi umestitvi za predsednika Predsedstva SFRJ istega leta.

## Seznam polnopravnih članic
V gibanje je včlanjeno 121 držav (stanje od 2024). 54 članic je iz Afrike, 40 iz Azije in Oceanije, 26 iz Latinske Amerike in Karibov in ena iz Evrope.
Afriške članice so: Alžirija, Angola, Benin, Bocvana, Burkina Faso, Burundi, Čad, Demokratična republika Kongo, Džibuti, Egipt, Ekvatorialna Gvineja, Eritreja, Esvatini, Etiopija, Gabon, Gambija, Gana, Gvineja, Gvineja Bissau, Južna Afrika, Južni Sudan, Kamerun, Kenija, Komori, Lesoto, Liberija, Libija, Madagaskar, Malavi, Mali, Maroko, Mavretanija, Mavricij, Mozambik, Namibija, Niger, Nigerija, Republika Kongo, Ruanda, Sejšeli, Senegal, Sierra Leone, Slonokoščena obala, Somalija, Srednjeafriška republika, Sudan, Sveti Tomaž in Princ, Tanzanija, Togo, Tunizija, Uganda, Zambija, Zelenortski otoki, Zimbabve.
Azijske in Oceanske članice so: Afganistan, (Azerbajdžan), Bahrain, Bangladeš, Butan, Brunej, Filipini, Fidži, Indija, Indonezija, Irak, Iran, Jemen, Jordanija, Kambodža, Katar, Kuvajt, Laos, Libanon, Malezija, Maldivi, Mongolija, Burma, Nepal, Oman, Pakistan, Palestina, Papua Nova Gvineja, Saudska Arabija, Severna Koreja, Singapur, Sirija, Šrilanka, Tajska, Vzhodni Timor, Turkmenistan, Uzbekistan, Vanuatu, Vietnam, Združeni arabski emirati. 
Latinska Amerika in Karibi: Antigva in Barbuda, Bahami, Barbados, Belize, Bolivija, Čile, Kolumbija, Kuba, Dominika, Ekvador, Grenada, Gvatemala, Gvajana, Haiti, Honduras, Jamajka, Nikaragva, Panama, Peru, Dominikanska republika, Sveti Krištof in Nevis, Sveti Vincenc in Grenadini, Sveta Lucija, Surinam, Trinidad in Tobago, Venezuela.
Edina evropska članica je Belorusija (razen Azerbajdžana, ki se v mednarodnem kontekstu tudi formalno šteje kot evropska država),
Nekdanje članice so: Jugoslavija (suspendirana ob razpadu leta 1992), Ciper in Malta, ki sta se leta 2004 pridružili Evropska uniji (tako kot doslej dve državi, nastali na ruševinah nekdanje Jugoslavije); dve članici, Jemen in Južni Jemen sta se leta 1990 združili v eno državo in s tem zmanjšali število članic za 1, podobno kot severni in južni Vietnam (ki ga je zadnja 3 leta obstoja predstavljalo osvobodilno gibanje FLN) leta 1976. Argentina, ki je bila polnopravna članica od 1973, je 1991 izstopila in ostala le opazovalka. 

## Seznam konferenc
| Zaporedna številka | Mesto               | Država                 | Datum                    | Število udeležencev                                                               |
| ------------------ | ------------------- | ---------------------- | ------------------------ | --------------------------------------------------------------------------------- |
| 1.                 | Beograd             | Jugoslavija            | 1. – 6. september 1961   | 25 članic in 3 opazovalke                                                         |
| 2.                 | Kairo               | Egipt                  | 5. – 10. oktober 1964    | 47 članic in 10 opazovalk                                                         |
| 3.                 | Lusaka              | Zambija                | 8. – 10. september 1970  | 55 članic in 9 opazovalk                                                          |
| 4.                 | Alžir               | Alžirija               | 5. – 10. september 1973  | 75 članic, 9 opazovalk in 3 gostje                                                |
| 5.                 | Colombo             | Šrilanka               | 16. – 19. avgust 1976    | 86 čl., 9 op., 12 osvoboditeljskih gibanj ali mednarodnih organizacij in 7 gostov |
| 6.                 | Havana              | Kuba                   | 3. – 9. september 1979   | 98 čl., Belize s posebnim statusom, 11 op., 11 gostov in drugi                    |
| 7.                 | New Delhi           | Indija                 | 7. – 12. september 1983  | 99 čl., 10 op., 10 gostov in drugi                                                |
| 8.                 | Harare              | Zimbabve               | 1. – 6. september 1986   | 100 čl., 10 op., 13 gostov in drugi                                               |
| 9.                 | Beograd             | Jugoslavija            | 4. – 7. september 1989   |                                                                                   |
| 10.                | Džakarta            | 1. – 7. september 1992 |                          |                                                                                   |
| 11.                | Cartagena de Indias | Kolumbija              | 18. – 20. oktober 1995   | 105 čl., 10 op., 4 mednarodnih organiz., 1 osvoboditeljsko gibanje in gosti       |
| 12.                | Durban              | Republika Južna Afrika | 2. – 9. september 1998   |                                                                                   |
| 13.                | Kuala Lumpur        | Malezija               | 20. – 25. februar 2003   | 116 članic                                                                        |
| 14.                | Havana              | Kuba                   | 11. – 16. september 2006 |                                                                                   |
| 15.                | Sharm el-Sheikh     | Egipt                  | 17. – 18. september 2009 | 118 čl., 17 op., 9 org. in osvob. gibanj, ter ostali gosti                        |
| –                  | Bali                | Indonezija             | 23. – 27. maj 2011       | ministrska konferenca                                                             |
| –                  | Beograd             | Srbija                 | 5. - 6. september 2011   | spominska konferenca, na ravni ministrske                                         |
| 16.                | Teheran             | Iran                   | 26. – 31. avgust 2012    |                                                                                   |
| 17.                | Porlamar            | Venezuela              | 13. – 18. september 2016 |                                                                                   |
| 18.                | Baku                | Azerbajdžan            | 25. – 26. oktober 2019.  | 120 članic, 17 opazovalk, 10 organizacij in osvobodilnih gibanj - opazovalk       |
| 19.                | Kampala             | Uganda                 | januar 2024              | 121 članic, 21 opazovalk, 11 organizacij in osvobodilnih gibanj - opazovalk       |